# Ramanayyapeta
Ramanayyapeta é uma vila no distrito de East Godavari, no estado indiano de Andhra Pradesh.

## Demografia
Segundo o censo de 2001, Ramanayyapeta tinha uma população de 22 323 habitantes. Os indivíduos do sexo masculino constituem 51% da população e os do sexo feminino 49%. Ramanayyapeta tem uma taxa de literacia de 75%, superior à média nacional de 59,5%: a literacia no sexo masculino é de 79% e no sexo feminino é de 71%. Em Ramanayyapeta, 11% da população está abaixo dos 6 anos de idade.